# Chacsinkín (Mérida)
Chacsinkín fue una localidad del municipio de Mérida en el estado de Yucatán localizado en el sureste de México.

## Localización
Chacsinkín se ubicaba por el Camino Real a Campeche y norte con San Antonio X-Coholté, al poniente con Mulsay y al poniente con San Antonio Tziskal (la cual limitaba al sur con San Marcos Nocoh y al poniente con Opichén a una legua de distancia). Junto con San Antonio Tziskal (la cual estaba a poco más de media legua, 2,544 varas) se encontraba a una legua de distancia en dirección suroeste de la entonces ciudad de Mérida. Actualmente correspondería la zona del extremo sur de la calle 60, cerca del actual aeropuerto de la ciudad. Erróneamente la han ubicado próxima al entonces pueblo de Itzimná.

## Toponimia
El nombre (Chacsinkín) proviene del idioma maya.

## Hechos históricos
Se trató de una hacienda de ganado vacuno y junto con San Antonio Tziskal formaron una sola instancia a partir del siglo XVII.

## Infraestructura
Constaba de noria.

## Demografía
Según datos de 1970 del INEGI, la población de la localidad era de 21 habitantes.
| 47                          | 105 | 15 | 14 | 89 | 5 | 21 |
| (Fuente: INEGI [Consultar]) |     |    |    |    |   |    |